# Prins Olav
Das Dampfturbinenschiff Prins Olav wurde ab 1907 als königlich-britische Yacht HMY Alexandra von der Werft A. & J. Inglis in Glasgow, Schottland gebaut und lief im Jahr 1908 vom Stapel.

## Das Schiff

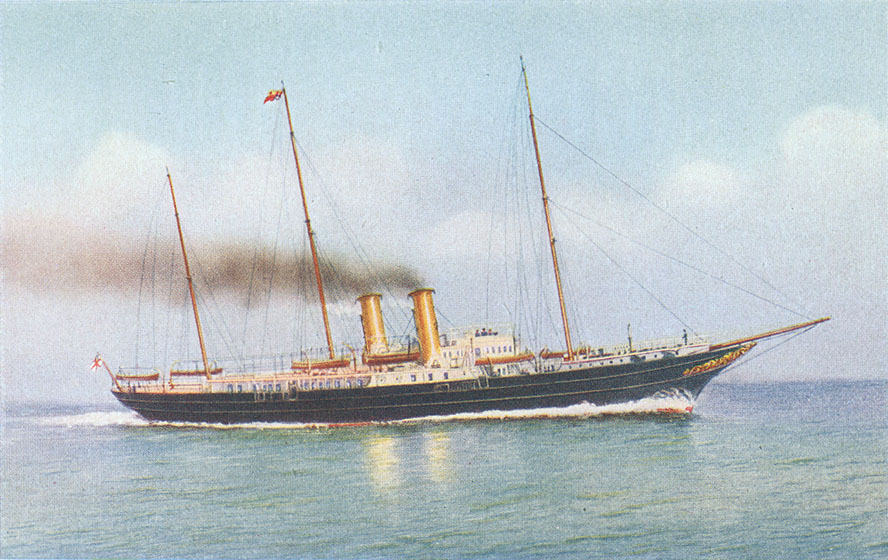
Als Werbesujet der Werft

### Staatsyacht
Die von drei insgesamt 4.500 PS leistenden Parsons-Dampfturbinen über drei Schrauben angetriebene Yacht wurde durch die Schwester des Königs Eduard VII., Prinzessin Louise, Herzogin von Argyll, getauft. Benannt war es nach der Queen Consort Alexandra.
Das Schiff wurde hauptsächlich für Fahrten des Königs zu seinem Lieblings-Urlaubsort Biarritz und zu Mittelmeerkurorten und nach Deutschland eingesetzt. Sie wurde von der Royal Navy bemannt und diente während des Ersten Weltkrieges als Lazarettschiff.

### Passagierschiff

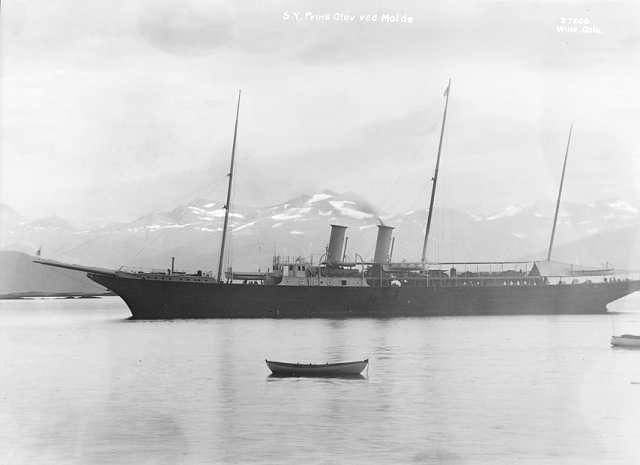
Prins Olav im Jahr 1925

Im Jahr 1925 wurde sie an die norwegische Reederei Det Nordenfjeldske Dampskibsselskab (NFDS) in Nidaros verkauft und in Prins Olav umbenannt. Sie diente dort als norwegisches Luxus-Kreuzfahrtschiff. Im Jahr 1936 wurde sie komplett umgebaut und war ab 1937 das Flaggschiff der norwegischen Hurtigruten-Flotte. Am 9. Juni 1940 wurde die Prins Olav beim Fluchtversuch aus dem von Deutschland besetzten Norwegen von deutschen Heinkel He 111 Bombern des Kampfgeschwaders 26 in der Nähe von Røst auf den Lofoten versenkt. (Lage) Eine Person starb, die anderen wurden durch den britischen Zerstörer Arrow gerettet.